# Crucificação

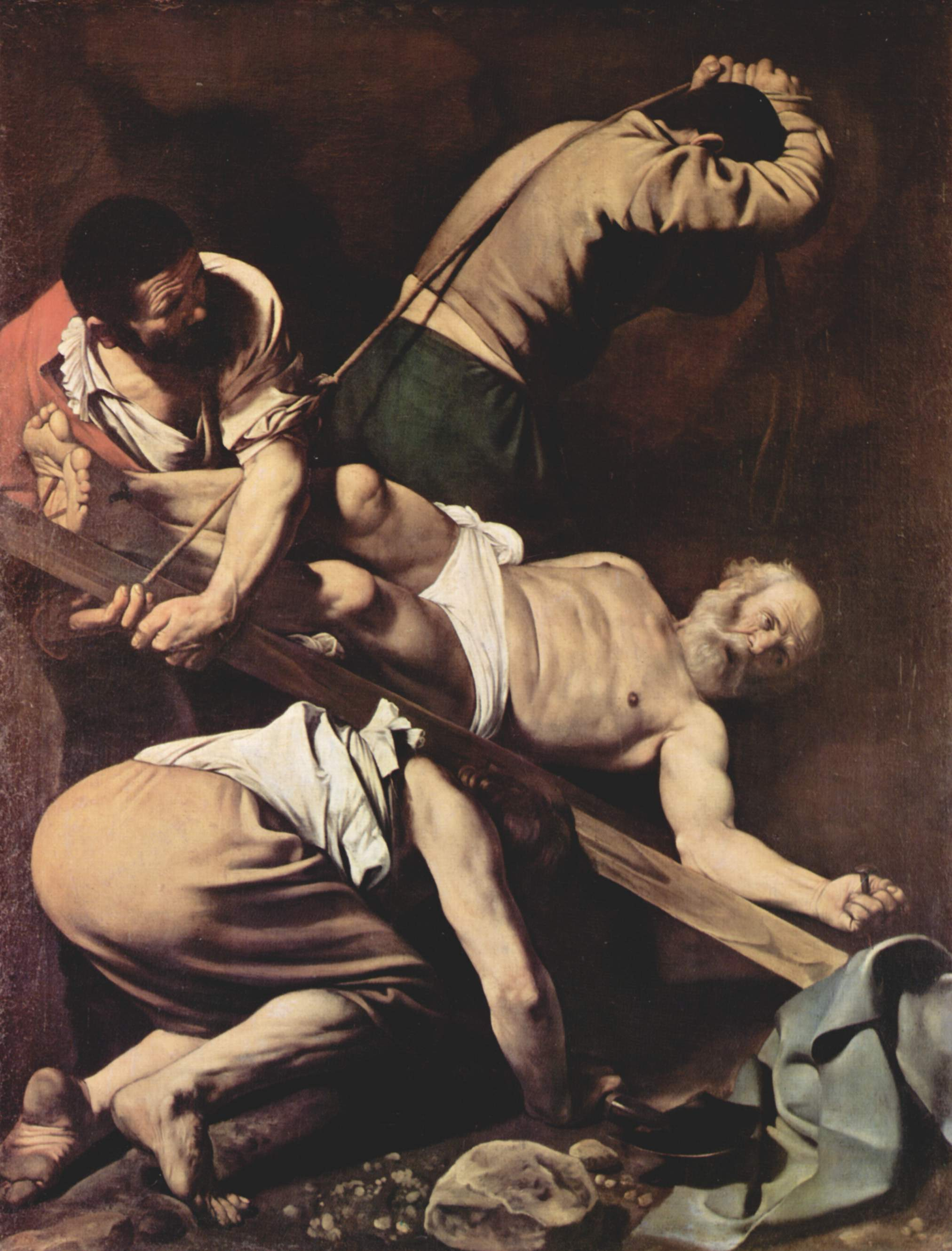
"Crucificação de São Pedro" por Caravaggio.

Crucificação ou crucifixão é um método de pena de morte no qual a vítima é amarrada ou pregada em uma viga de madeira e pendurada durante vários dias até a eventual morte por exaustão.
Crê-se que o método tenha sido criado na Pérsia e trazido no tempo de Alexandre para o Ocidente. Os itálicos copiaram a prática dos cartagineses. Neste ato se combinavam os elementos de vergonha e tortura, e por isso o processo de crucificação era olhado com profundo horror. O castigo da crucificação começava com a flagelação, depois do criminoso ter sido despojado de suas vestes. No azorrague os soldados fixavam os pregos, pedaços de ossos, e coisas semelhantes, podendo a tortura do açoitamento ser tão forte que às vezes o flagelado morria em consequência do açoite. O flagelo era cometido ao réu estando este preso a uma coluna.
No ato de crucificação a vítima era pendurada de braços abertos em uma cruz de madeira, amarrada ou, raramente, presa a ela por pregos perfurantes nos punhos e pés. O peso das pernas sobrecarregava a musculatura abdominal que, cansada, tornava-se incapaz de manter a respiração, levando à morte por asfixia. Para abreviar a morte os torturadores às vezes fraturavam as pernas do condenado, removendo totalmente sua capacidade de sustentação, acelerando o processo que levava à morte. Mas era mais comum a colocação de "bancos" no crucifixo, que foi erroneamente interpretado como um pedestal. Essa prática fazia com que a vítima vivesse por mais tempo. Nos momentos que precedem a morte, falar ou gritar exigia um enorme esforço.
O termo vem do Latim crucifixio ("fixar a uma cruz", do prefixo cruci-, de crux ("cruz"), + verbo figere, "fixar ou prender".)
A Crucifixão de Jesus é a narrativa central do Cristianismo e a cruz (algumas vezes representando Jesus pregado nela) é o símbolo religioso central para muitas Igrejas Cristãs.

## Terminologia

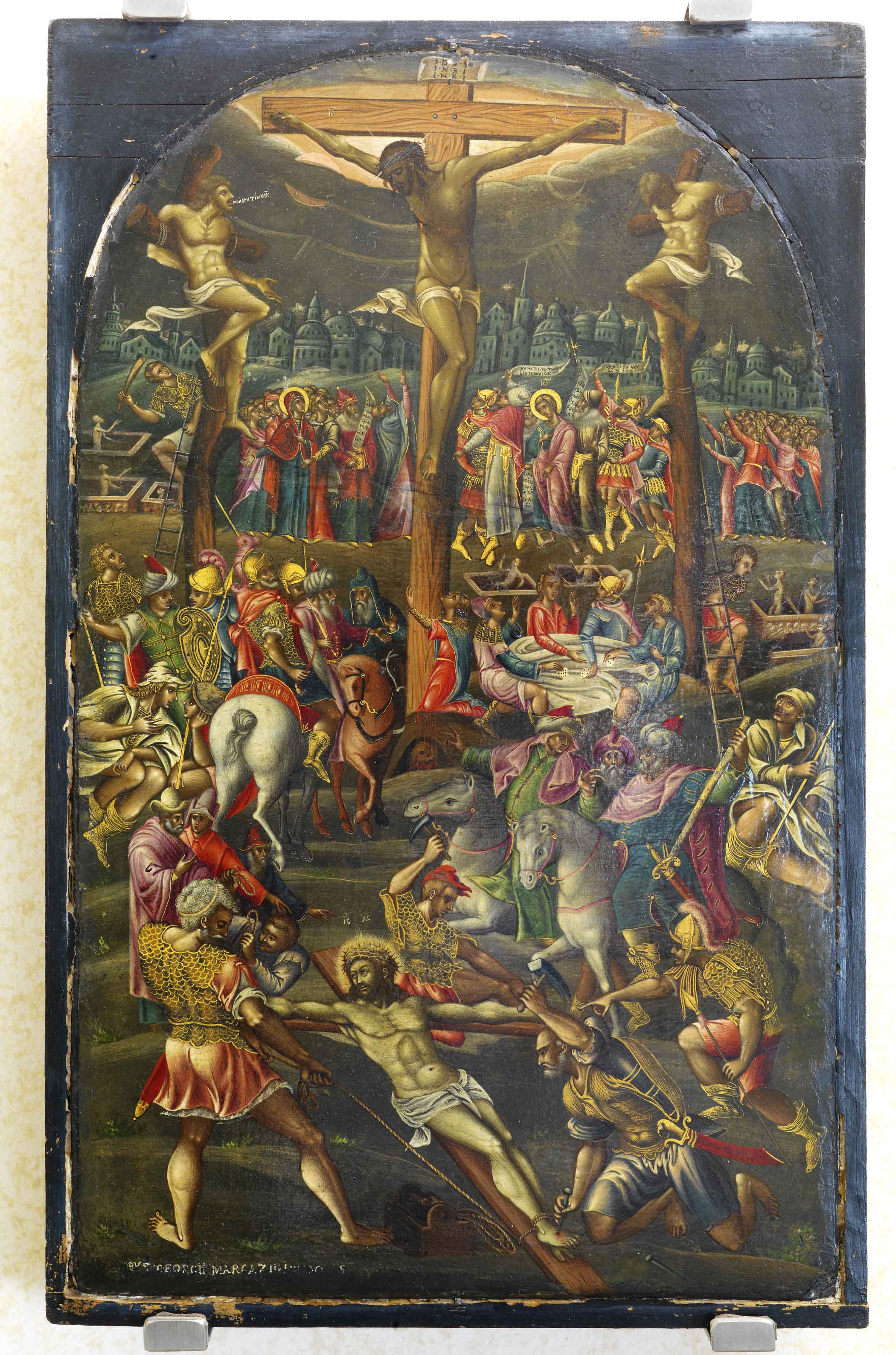
"Crucificação pr Georgios Margazinis".

O Grego Antigo possui dois verbos para crucificação: ana-stauro (ἀνασταυρόω), de stauros, "estaca", e apo-tumpanizo (ἀποτυμπανίζω) "crucificar numa prancha", junto com anaskolopizo (ἀνασκολοπίζω "empalar"). Em antigos textos pré Grego-Românicos anastauro normalmente significa "empalar".
O Novo Testamento Grego utiliza quatro verbos, três deles baseados em stauros (σταυρός), normalmente traduzido como "cruz".  O termo mais comum é stauroo (σταυρόω), "crucificar", aparecendo 43 vezes; sustauroo (συσταυρόω), "crucificar com" ou "ao lado" aparece cinco vezes, enquanto anastauroo (ἀνασταυρόω), "crucificar novamente" aparece somente uma vez na Epístola de Hebreus 6:6 prospegnumi (προσπήγνυμι); "fixar ou amarrar em, empalar, crucificar" ocorre somente uma vez em Atos dos Apóstolos 2:23
A palavra portuguesa cruz deriva da palavra latina crux. O termo latino crux classicamente se refere a uma árvore ou qualquer construção de madeira usada para enforcar criminosos como forma de execução. O termo mais tarde veio a se referir especificamente a uma cruz.
A  palavra portuguesa crucifixo deriva do Latim crucifixus ou cruci fixus, particípio passado de crucifigere ou cruci figere, significando "crucificar" ou "amarrar a uma cruz".

## Detalhes

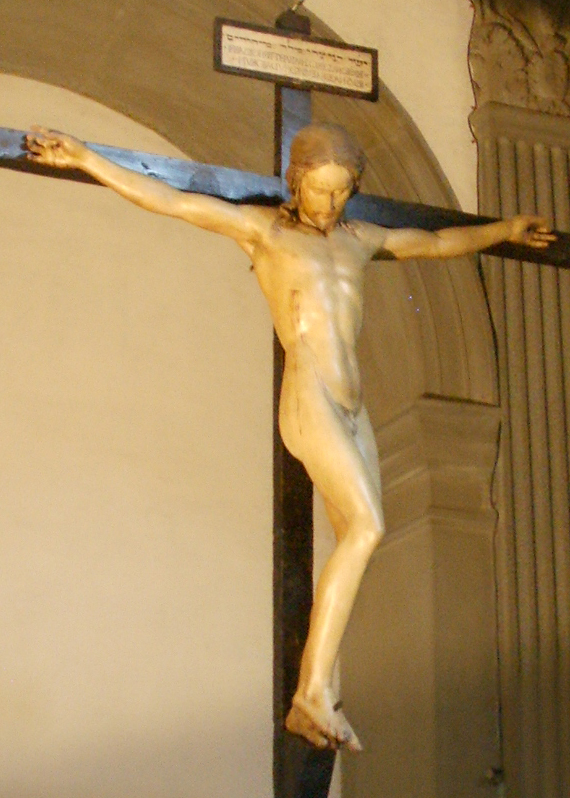
Este crucifixo é atribuído a Michelangelo, conhecido por mostrar crucificações nuas.

A crucificação era frequentemente feita para dissuadir suas testemunhas a perpetrar crimes (em particular, crimes hediondos). Vítimas eram algumas vezes deixadas penduradas após a morte para alertar potenciais criminosos. Crucificação geralmente tinha como objetivo provocar uma morte que era particularmente lenta, dolorosa (de onde vem o termo excruciante, literalmente "pela crucificação"), horrível, humilhante e pública, utilizando quaisquer meios que fossem apropriados a esse objetivo. Métodos de crucificação variavam consideravelmente de acordo com o lugar e período histórico.
As palavras Gregas e Latinas para "crucificação" correspondiam à aplicação de muitas formas dolorosas de execução, de empalamento preso em uma árvore, em uma estaca vertical (uma cruz simplex ou a uma combinação de uma viga vertical (em Latim, stipes) e uma viga cruzada (em Latim, 'patibulum'). Sêneca escreveu: "Eu vejo cruzes lá, não somente de um tipo mais feitas em muitas maneiras diferentes: algumas têm suas vítimas com a cabeça no chão; algumas empaladas em suas partes pudendas; outras amarradas pelos braços na forca".
Em alguns casos, o condenado era forçado a carregar a viga cruzada para o local de sua execução. Uma cruz inteira pesaria mais de 135 kg, mas a viga cruzada não seria um fardo tão pesado, pesando em torno de 45 kg. O historiador romano Tácito disse que a cidade de Roma possuía um lugar específico para realizar as execuções, localizada próximo da Porta Esquilina, e possuía uma área específica reservada para a execução de escravos (por crucificação). Postes verticais estariam presumivelmente fixados permanentemente naquele lugar e as vigas cruzadas, com os condenados talvez pregados nelas, seriam amarradas aos postes.
A pessoa executada poderia ser amarrada à cruz por cordas, embora pregos e outros materiais afiados sejam mencionados de passagem pelo historiador judaico Flávio Josefo, em que ele afirma que no Cerco de Jerusalém (70), "os soldados tomados por fúria e ódio, pregaram aqueles que capturavam, um após o outro, outro após o outro, a cruzes, só por pirraça". Objetos utilizados na crucificação de criminosos, como pregos, eram vendidos como amuletos com notória qualidade medicinal.
Enquanto uma crucificação era uma execução, era também uma humilhação, fazendo o condenado o mais vulnerável possível. Embora artistas tradicionalmente retratem a figura na cruz com uma tanga ou cobrindo os genitais, a pessoa crucificada era geralmente deixada nua. Escritos de Sêneca afirmam que algumas vítimas tiveram uma vara de madeira enfiada pela virilha. Apesar de seu uso frequente pelos Romanos, os horrores da crucificação não escaparam das críticas de alguns eminentes oradores romanos. Cícero, por exemplo, descrevia a crucificação como "a mais cruel e detestável punição", e sugeria que "a simples menção da cruz deveria ser removida não apenas do corpo de um cidadão romano, mas da sua mente, seus olhos, seus ouvidos". Em outra parte ele diz: "Pregar um cidadão romano é um crime, açoitá-lo é uma abominação, matá-lo é quase um ato de vil: crucificá-lo é… o quê? Não existe uma palavra capaz de descrever tão horrível ato".
Frequentemente, as pernas da pessoa executada eram quebradas ou esmagadas com uma barra de ferro, um ato chamado crurifragium, que era também frequentemente aplicado em escravos, mesmo sem crucificação. Esse ato apressava a morte da pessoa mas também significava prevenir aqueles que assistiam à crucificação de cometer crimes.

### Formato da Cruz
A forca na qual a crucificação era realizada podia possuir várias formas. Flávio Josefo descreve múltiplas torturas e posições de crucificação durante o Cerco de Jerusalém  conforme Tito crucificou os rebeldes; Sêneca registrou: "Eu vejo cruzes lá, não de somente um tipo, mas feitas de diferentes maneiras: algumas têm a vítima com a cabeça ao chão; algumas empaladas pelas partes pudendas; outras com os braços esticados na forca."
Algumas vezes a forca era somente uma estaca vertical, chamada em Latim de crux simplex. Esta era facilmente construída para torturar e matar o condenado. Constantemente, contudo, havia uma peça cruzada amarrada ao topo para dar a forma de um T (crux comissa) logo abaixo do topo, como na forma mais comum do simbolismo cristão (crux immissa). A mais antiga imagem de uma crucificação Romana retrata um indivíduo em uma cruz em forma de 'T'. É um grafite encontrado em uma taberna em Putéolos, datado da época de Trajano ou Adriano (final do século I e início do século II EC.). 
Alguns autores do século II garantiam que os braços da pessoa crucificada deveriam ser esticados e não amarrados a uma estaca simples: Luciano de Samósata fala de Prometeu crucificado "sobre a ravina com suas mãos esticadas" e explica que a letra 'T' (a letra grega tau) era vista acima como um sinal de mau presságio (similar ao modo como o número treze é visto atualmente como um número de azar), dizendo que a letra conseguiu esse "significado maligno"  devido ao "instrumento odioso" que possuía aquela forma, um instrumento no qual tiranos sacrificavam pessoas. Testemunhas de Jeová sustentam que Jesus foi crucificado em uma crux simplex, e que a crux immissa foi utilizada primeiramente como um símbolo Cristão no período da suposta conversão do Imperador Constantino.
Outras formas eram em forma das letras X e Y.
As passagens do Novo Testamento sobre a crucificação de Jesus não explicitam o formato da cruz, mas primeiros escritos que falam sobre seu formato, a partir do ano 100 EC, descrevem sua forma como a da letra T (a letra grega tau) ou composta de uma viga vertical e uma viga transversal, algumas vezes com uma pequena projeção para o alto.

### Colocação de Pregos

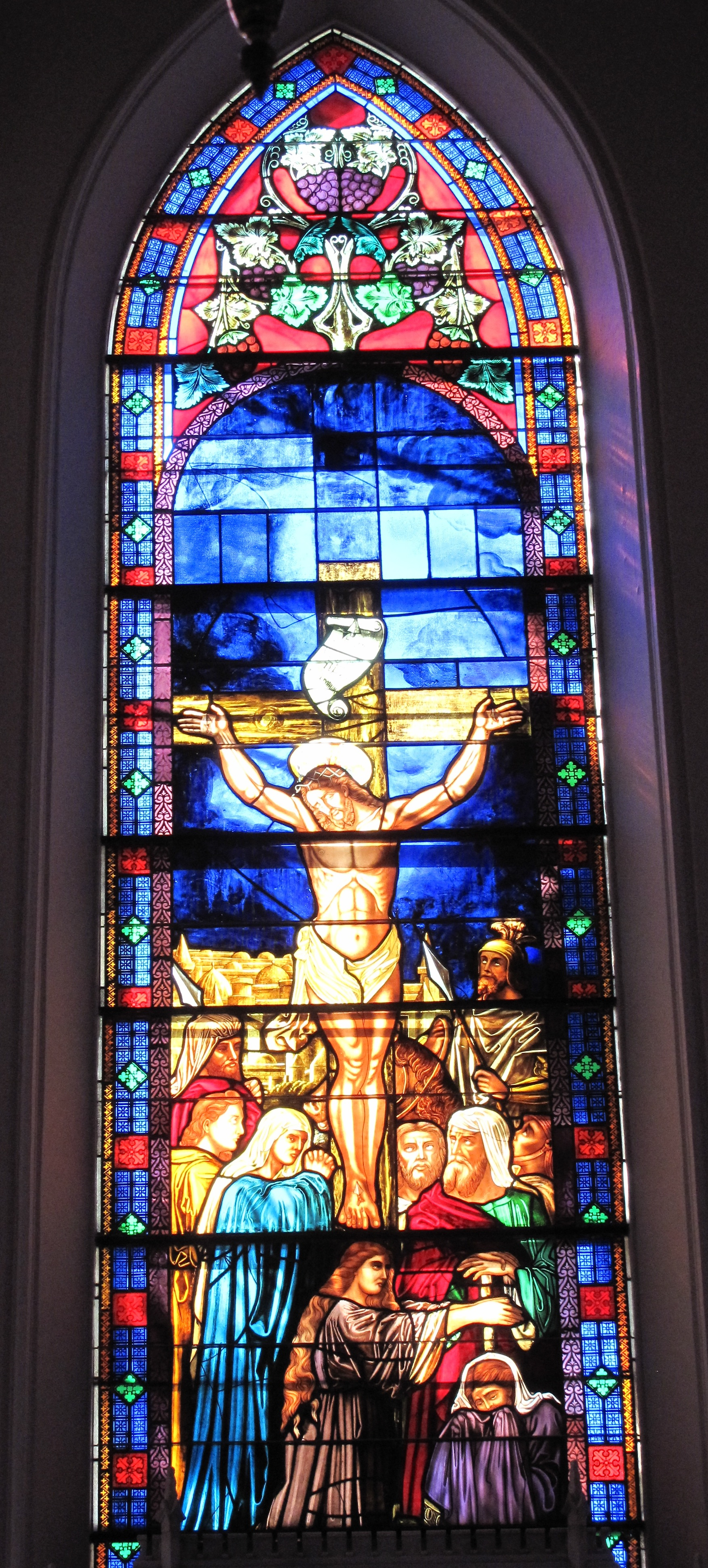
Janela de Crucificação por Henry E. Sharp, 1872, em Igreja Evangélica Luterana Alemã de São Mateus, Charleston, Carolina do Sul

Em representações populares da crucificação de Jesus – possivelmente porque em traduções de «Disseram-lhe os outros discípulos: Vimos o Senhor. Mas ele respondeu: Se eu não vir nas suas mãos o sinal dos cravos, e não puser o meu dedo no lugar dos cravos, e não puser a minha mão no seu lado, de modo algum hei de crer.» (João 20:25), as chagas são descritas como sendo "em suas mãos" –, Jesus é retratado com pregos em suas mãos. Mas em grego a palavra "χείρ", normalmente traduzidas como "mão", podia se referir à toda porção do braço abaixo do cotovelo, e para denotar a mão como uma forma distinta de braço algumas outras palavras poderiam ser adicionadas, como "ἄκρην οὔτασε χεῖρα" (ele a feriu no final do χείρ, i.e., "ele a feriu na mão").
Uma possibilidade que não requer amarração é que os pregos eram fixados logo acima do pulso, entre os ossos do antebraço (o rádio e a ulna).
Um experimento que foi tema de um documentário Busca pela Verdade: A Crucificação, do canal National Geographic, mostrou que os pés pregados forneciam suporte suficiente para o corpo e que as mãos poderiam ter sido simplesmente amarradas. Pregar os pés ao lado da cruz alivia a pressão nos pulsos colocando a maior parte do peso na parte de baixo do corpo.
Outra possibilidade, sugerida por Frederick Zugibe, é que os pregos podem ter sido fixados em determinado ângulo, entrando pela palma na área da base do polegar e saindo pelo pulso, atravessando o túnel carpal.
Um descanso para os pés (suppedaneum) preso à cruz, talvez com o propósito de retirar o peso da pessoa dos pulsos, é adicionado às vezes em representações da crucificação de Jesus, mas não é discutido em fontes da Antiguidade. Alguns acadêmicos interpretam o Grafite de Alexamenos, a mais antiga representação existente da crucificação, como incluindo o apoio dos pés. Fontes da Antiguidade também mencionam o sedile, um pequeno assento preso à frente da cruz, aproximadamente no meio, que poderia ter servido para um propósito similar.
Em 1968, arqueologistas descobriram em Giv'at ha-Mivtar, ao nordeste de Jerusalém, os restos de um certo Jehohanan, que fora crucificado no século I. Os restos incluíam um osso do calcanhar com um prego atravessado pelo lado. A ponta do prego era dobrada, talvez para amarrar um nó na viga superiora, o que impedia de ser extraído do pé. Uma primeira medida incorreta do tamanho do prego levou alguns a acreditarem que ele teria penetrado ambos os calcanhares, sugerindo que o homem tivesse sido colocado em alguma posição lateral, mas a medida real do prego, 11.5 cm, sugere que nesta crucificação os calcanhares foram pregados em lados opostos da viga vertical. O esqueleto de Giv'at ha-Mivtar é atualmente o único exemplo encontrado de crucificação na Antiguidade nos registros arqueológicos.

### Causa da Morte

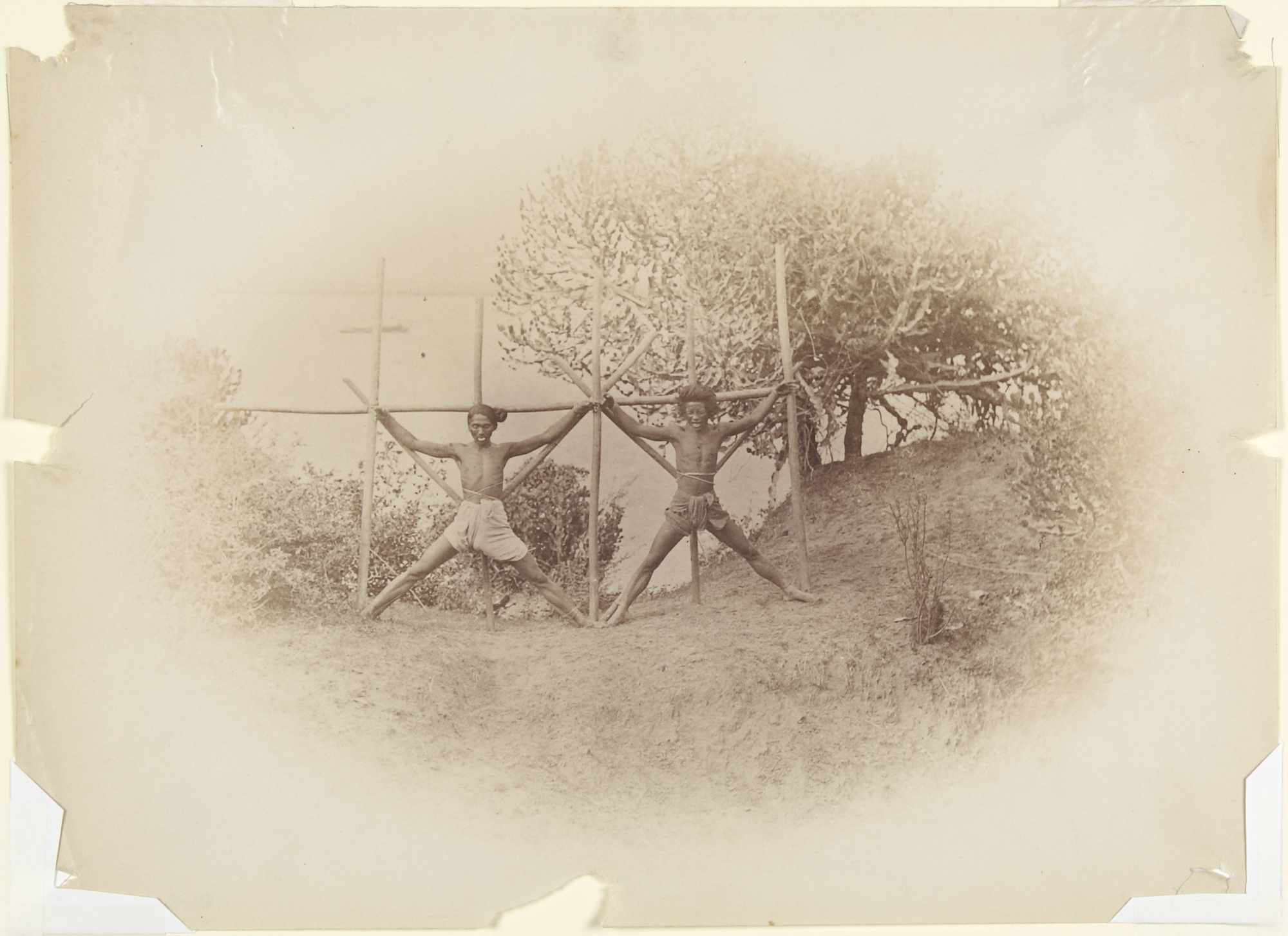
"Dacoits birmaneses preparados para execução", fotografia de Willough Wallace Hooper (c. 1880). "Dacoit" é um anglicismo da palavra "bandido" no idioma Hindu.

O tempo necessário para alcançar a morte poderia variar de horas a dias dependendo do método, da saúde da vítima e do ambiente. Uma revisão de literatura feita por Maslen & Mitchell identificou evidências científicas para diversas possíveis causas de morte: ruptura cardíaca, falha cardíaca, hipovolemia, acidose, asfixia, arritmia, e embolia pulmonar. A morte poderia resultar de qualquer combinação de um desses fatores ou de outras causas, incluindo sepse seguida de infecção devida às feridas causadas pelos pregos, ou pela flagelação que frequentemente precedia a crucificação, eventual desidratação, ou predação animal.
Uma teoria atribuída a Pierre Barbet atesta que, quando todo o peso do corpo é suportado pelos braços esticados, a causa típica da morte era asfixia. Ele escreveu que o condenado teria muita dificuldade para inspirar, devida à super expansão dos músculos do tórax e pulmões. O condenado deveria então se suspender pelos braços, levando à exaustão, ou ter seus pés apoiados por um suporte ou peça de madeira. Quando não podia mais sustentar seu corpo, o condenado morreria em poucos minutos. Alguns acadêmicos, inclusive Frederick Zugibe, atestam outras causas da morte. Zugibe suspendeu indivíduos em testes com seus braços de 60° a 70° em relação à vertical. As cobaias tiveram dificuldade de respirar durante os experimentos, mas sofreram rapidamente um aumento da dor, o que é consistente com o uso romano da crucificação para atingir uma morte prolongada e agonizante. Não obstante, a posição dos pés das cobaias de Zugibe não são referendadas por qualquer evidência histórica ou arqueológica.

### Sobrevivência
Uma vez que a morte não ocorre imediatamente após a crucificação, sobreviver após um curto período de crucificação é possível, como no caso dos que escolhem a cada ano serem crucificados de forma não letal como devoção.
Há um registro antigo de uma pessoa que sobreviveu a uma crucificação que tinha objetivo de ser letal, mas foi interrompida. Josefo escreveu: "Eu vi muitos cativos crucificados, e me lembrei de três deles como meus antigos conhecidos. Eu estava muito triste e com lágrimas em meus olhos e fui ter com Tito, e contei a ele sobre meus conhecidos; então ele imediatamente ordenou que fossem retirados, e que cuidassem muito bem deles, para que se recuperassem; ainda assim dois deles morreram nas mãos do médico, enquanto o terceiro se recuperou." Josefo não deu detalhes sobre o método ou a duração da crucificação dos três amigos antes de serem retirados.

## Evidência Arqueológica
Embora o antigo historiador Josefo (e também outras fontes) tenha(m) registrado a crucificação de milhares de pessoas pelos romanos, há somente uma única descoberta arqueológica de um corpo crucificado datado por volta do período de vida de Jesus. Ela foi descoberta em Giv'at ha-Mivtar, Jerusalém, em 1968. Não é necessariamente surpresa haver somente uma descoberta como essa, porque o corpo crucificado era normalmente deixado para apodrecer na cruz e logo não seria preservado. A única razão destes restos arqueológicos terem sido preservados foi porque membros da família deste indivíduo em particular deram-lhe um enterro tradicional.
Os restos foram encontrados acidentalmente em um ossuário com o nome do homem crucificado, "Jehohanan, o filho de Hagakol". Nicu Hass, um antropólogo na Universidade Hebraica de Medicina de Jerusalém, examinou a ossada e descobriu que ela possuía um osso do calcanhar com um prego na sua lateral, indicando que o homem fora crucificado. A posição do prego em relação ao osso indica que os pés foram pregados pela lateral e não pela frente; várias hipóteses foram cogitadas sobre se os pregos eles tivessem sido fixados juntos na frente da cruz, ou um no lado direito e outro do lado esquerdo. A ponta do prego possuía fragmentos de madeira de oliveira indicando que ele fora crucificado em uma cruz de desse tipo de madeira em uma oliveira de fato. Uma vez que oliveiras não são muito altas, isso sugere que o condenado foi crucificado na altura dos olhos.
Adicionalmente, um fragmento de madeira de acácia foi encontrado entre os ossos e a cabeça do prego, possivelmente para impedir o condenado de deslizar seu pé sobre o prego. Suas pernas foram encontradas quebradas, possivelmente para acelerar sua morte. Achava-se que porque no período romano o ferro era raro, os pregos seriam removidos dos corpos para economizar. De acordo com Hass, isso poderia explicar porque somente um prego foi encontrado, já que a cabeça do prego em questão fora dobrada de maneira que não poderia ser removido.
Hass também identificou um arranhão na superfície interna do osso rádio do antebraço, próximo do pulso. Ele deduziu pela forma do arranhão, como também pelos ossos do pulso intactos, que o prego fora fixado no antebraço naquela posição. Contudo, muito das descobertas de Hass foram questionadas. Por exemplo, posteriormente foi descoberto que os arranhões na região do pulso eram não traumáticos – e, portanto, não uma evidência de crucificação – enquanto um novo exame no osso do calcanhar revelou que os dois calcanhares não foram pregados juntos, mas sim separadamente a cada lateral da viga vertical da cruz.

## História e Textos Religiosos

### Estados Pré-romanos
Crucificação (ou empalamento), em uma forma ou outra, era usado pelos Persas, Cartagineses e Macedônios.
Os Gregos eram geralmente contra a realização de crucificações. Não obstante,  em seu relato Histories, ix.120–122, o escritor grego Heródoto descreveu a execução de um general persa nas mãos dos atenienses por volta de 479 AEC.: "Pregaram-no em uma prancha e o penduraram-no ... este Artayctes que morreu crucificado." O Commentary on Herodotus de How e Wells afirma: "Eles o crucificaram com as mãos e pés esticados e o pregaram às partes da cruz.; cf. vii.33. Esta barbaridade, incomum entre os Gregos, pode ser explicada por enorme ojeriza ou pelo respeito ateniense aos costumes locais."
Alguns teólogos cristãos, partindo de escritos de Paulo de Tarso em Gálatas
(Gálatas 3:13), interpretaram uma alusão à crucificação em Deuteronômio 21:12–23. Esta passagem é sobre ser enforcado em uma árvore e pode ser associada com linchamento ou enforcamento tradicional. Contudo, a lei hebraica limitava a pena capital a somente quatro métodos de execução: apedrejamento, cremação, estrangulamento e decapitação, enquanto que a passagem em Deuteronômio foi interpretada como uma obrigação de pendurar o corpo como aviso. O fragmento do Testamento Aramaico de Levi (DSS 4Q541) registra na coluna 6: "Deus... (parcialmente legível)- definirá  ... certos erros .  ... (parcialmente legível)-Ele julgará ... pecados revelados. Investigue e procure e descubra como Jonas chorou. Assim, você não destruirá os fracos descartando-os ou por ... (parcialmente legível)-crucificação ... Não permita que o prego o toque."
O rei judeu Alexandre Janeu, rei da Judeia de 103 AEC. a 76 EC., crucificou 800 rebeldes, ditos Fariseus, no meio de Jerusalém.
A Alexandre, o Grande é reputada a crucificação de 2.000 sobreviventes do cerco da cidade Fenícia de Tiro, como também a do médico que tratou sem sucesso o amigo de Alexandre, Heféstio. Alguns historiadores também conjeturaram que Alexandre crucificou Calístenes, seu biógrafo e historiador oficial, por objetar a adoção de Alexandre pela cerimônia persa da adoração real.
Em Cartago, a crucificação era uma forma de execução estabelecida, que poderia ser imposta até a generais por sofrerem uma grande derrota.

### Roma Antiga

#### História
A hipótese de que a forma adaptada de crucificação dos Romanos Antigos pode ter sido originada do costume primitivo arbori suspendere—pendurar em arbor infelix ("árvore maldita") dedicada aos deuses do mundo inferior — é rejeitada por William A. Oldfather, que mostrou que esta forma de execução (o supplicium more maiorum, castigo de acordo com os modos dos ancestrais) consistia em suspender alguém em uma árvore, sem dedicação a nenhum deus em particular, e açoitando-o até a morte. Tertuliano mencionou um caso no século I no qual árvores foram usadas para crucificação, mas Sêneca previamente utilizou a frase infelix lignum (madeira infeliz) para a estaca ("patibulum") ou para a cruz toda. Platão e Plutarco são as duas fontes principais de criminosos carregando seu próprio patíbulo à execução.
Famosas crucificações em massa se seguiram à Terceira Guerra Servil in 73-71 AEC (a rebelião de escravos sob o comando de Espártaco), outras às guerras civis romanas nos séculos II e I AEC., e à Destruição de Jerusalém em 70 EC. Crasso crucificou 6.000 dos seguidores de Espártaco caçados e capturados após sua derrota em batalha. Josefo registrou a história dos Romanos crucificando pessoas ao longo das muralhas de Jerusalém. Também registrou que os soldados romanos se deliciavam crucificando criminosos em diferentes posições.
Constantino, o primeiro imperador cristão, aboliu a crucificação no Império Romano em 337 devido à veneração por Jesus Cristo, sua mais famosa vítima.
A maior crucificação de que se tem notícia ocorreu em 71 AEC., ao tempo de Pompeu, em Roma. Dominada a revolta de 200 mil escravos sob o comando de Espártaco (a Terceira Guerra Servil), as legiões romanas, furiosas, num só dia crucificaram cerca de 6.000 dos revoltosos vencidos.

##### A crucificação de Jesus de Nazaré
O método da crucificação adquiriu grande importância para o Cristianismo, já que de acordo com os cristãos Jesus de Nazaré havia sido entregue pelos judeus aos romanos para crucificação.

#### Sociedade e Legislação
| |  |  |
| O Grafite de Alexamenos, uma representação satírica da adoração cristã, ilustrando um homem adorando um burro crucificado (Roma, período estimado de 85 ao século III). Possui a inscriçãoΑΛΕΞΑΜΕΝΟΣ (ΑΛΕΞΑΜΕΝΟϹ) ΣΕΒΕΤΕ (ϹΕΒΕΤΕ) ΘΕΟΝ, que pode ser traduzida como "Alexamenos respeita Deus". Em exibição no museu Colina do Palatino, Roma, Itália.(esquerda). Um traçado moderno.(direita). |  |  |

A crucificação tinha por objetivo ser um espetáculo pérfido: a mais dolorosa e humilhante morte possível. Era utilizada para punir escravos, piratas e inimigos do estado. Originalmente era reservada para escravos (então ainda chamada de "supplicium servile" por Sêneca), e posteriormente ampliada para cidadãos das classes baixas (humiliores).  As vítimas da crucificação eram despidas e colocadas em exibição pública enquanto eram lentamente torturadas até a morte de modo que pudessem servir como um espetáculo e dissuasão.
De acordo com o Direito Romano, se um escravo assassinasse seu senhor ou senhora, todos os escravos do senhor ou senhora seriam crucificados como punição. Ambos homens e mulheres eram crucificados. Tácito registrou em seus Anais que quando Lúcio Pedânio II foi assassinado por um escravo, alguns senadores tentaram impedir a crucificação em massa dos seus quatrocentos escravos porque havia muitas mulheres e crianças, mas por fim a tradição venceu e eles foram todos executados. Embora nenhuma evidência conclusiva de crucificação feminina, a mais antiga imagem de uma crucificação romana pode ser de uma mulher crucificada, seja ela real ou imaginária. A crucificação era uma morte tão pérfida e humilhante que o assunto era de certa forma um tabu na cultura romana, e algumas poucas crucificações foram especificamente documentadas. Uma das poucas crucificações femininas que temos documentada é a de Ida, uma liberta (ex-escrava) que foi crucificada por ordem de Tibério.

#### Procedimento
A crucificação era tipicamente conduzida por equipes especializadas, formadas por um comandante centurião e seus soldados. Primeiro, o condenado era despido e flagelado. Isto causaria à pessoa uma grande hemorragia e próximo de um estado de choque. O condenado comumente tinha de carregar a travessa da cruz (patibulum em Latim) ao local da execução, mas não necessariamente a cruz inteira.
Durante a caminhada da morte, o prisioneiro, provavelmente ainda nu após a flagelação, caminharia pelas ruas abarrotadas das pessoas carregando um titulus - uma placa indicando o nome do prisioneiro e seu crime. Ao chegar ao local de execução, escolhido por ser um local público, o condenado seria despido de qualquer roupa restante e então pregado à cruz nu. Se a crucificação ocorria em um local definido como local de crucificação, a viga vertical (stipes) poderia estar fixa permanentemente ao chão. Neste caso, primeiramente os pulsos do condenado seriam pregados ao patibulum, e então ele ou ela seria erguido do chão com cordas e para ser dependurada no patibulum elevado enquanto ele seria amarrado ao stipes. Em seguida os pés ou tornozelos seriam pregados na viga vertical. Os 'pregos' eram pontas de ferro cônicas de 12 a 17 cm, com uma cabeça quadrada de 76mm. O titulus também seria amarrado à cruz para indicar aos espectadores o nome da pessoa e seu crime enquanto ele morria na cruz, e aumentando o impacto ao público.
Pode ter havido variações consideráveis nessa posição na qual prisioneiros eram pregados na cruz e como seus corpos eram suspensos enquanto eles morriam. Sêneca registrou: "Eu vejo cruzes lá, não de um único tipo mas feitas de várias maneiras: algumas têm as vítimas com a cabeça ao chão; algumas empaladas nas partes pudicas; outras com os braços estendidos na viga horizontal." Uma fonte alega que para judeus (aparentemente não para outros), o homem seria crucificado com suas costas à cruz como é tradicionalmente retratado, enquanto uma mulher seria pregada com o rosto virado para  cruz, provavelmente com suas costas para os espectadores, ou ao menos com o stipes com algum grau de modéstia se visto pela frente. Tais concessões eram "únicas" e nunca feitas fora do contexto judeu. Diversas fontes mencionam algum tipo de apoio amarrado aos stipes para ajudar a sustentar o corpo da pessoa, consequentemente prolongando o sofrimento e humilhação da pessoa evitando a asfixia causada pela crucificação sem suporte. Justino Mártir chama o suporte de cornu, or "chifre," fazendo com que alguns acadêmicos acreditem que ele poderia ter uma forma pontuda feita para atormentar a pessoa crucificada. Isso seria consistente com a observação de Sêneca de vítimas com suas partes pudicas empaladas.
Na crucificação ao estilo romano, o condenado poderia levar alguns dias para morrer, mas a morte era muitas vezes acelerada por ação humana. "Os guardas romanos presentes poderiam deixar o local somente após a vítima ter morrido, e era sabido que aceleravam a morte de forma deliberada fraturando a tíbia e/ou a fíbula, espetando uma lança no coração, cortes profundos no peito ou com uma fogueira aos pés da cruz para asfixiar a vítima." Os romanos algumas vezes quebravam as pernas do prisioneiro para acelerar a morte e normalmente proibiam o enterro. Por outro lado, a pessoa era deliberadamente mantida viva o máximo possível para prolongar seu sofrimento e humilhação, de maneira a provocar o máximo de medo às pessoas. Os corpos dos crucificados eram tipicamente deixados na cruz para decompor e serem comidos por animais.

### Islã
O Islã se espalhou em uma região onde muitas sociedades, incluindo o Império Persa e o Império Romano, usavam a crucificação para punir traidores, rebeldes, ladrões e escravos criminosos.  O Corão cita a crucificação em seis passagens, das quais a mais significante para futuras aplicações legais é a do verso 5:33:
| “ | O castigo, para aqueles que lutam contra Deus e contra o Seu Mensageiro e semeiam a corrupção na terra, é que sejam mortos, ou crucificados, ou lhes seja decepada a mão e o pé opostos, ou banidos. Tal será, para eles, um aviltamento nesse mundo e, no outro, sofrerão um severo castigo. | ” |

Os textos de hadith fornecem citações contraditórias sobre o primeiro uso da crucificação sob a Lei Islâmica, atribuindo-as variadamente ao próprio Maomé (por assassinatos e roubo de um pastor) ou ao segundo califa Omar (aplicada a dois escravos que assassinaram sua dona). A jurisprudência clássica islâmica aplica o verso 5:33 principalmente a ladrões de estradas sendo uma punição prescrita nas escrituras (hudud). A predileção pela crucificação em relação a outras punições mencionadas no verso ou sua sua combinação (a qual Sadakat Kadri chamou de "o equivalente islâmico ao enforcamento, afogamento e esquartejamento que europeus medievais aplicavam a traidores".) está sujeita à "regras complexas e contestadas" na jurisprudência clássica. A maior parte dos acadêmicos pedia a crucificação para ladrões de estradas assassinos, enquanto outros permitiam a execução por outros métodos neste cenário. Os principais métodos de execução são:
- Expor o corpo do culpado após a execução por outro método, prescrito pela "maioria dos acadêmicos"[108][112] e em particular por ibne Hambal e Al-Shafi'i;[113] ou hambalita e xafeíta.[114]
- Crucificar o culpado vivo, para então executá-lo com um golpe de lança ou outro método, prescrito por maliquitas, muitos hanafitas e a maioria dos xiitas duodecimanos;[108] a maioria dos maliquitas;[112] Maleque, Abu Hanifa, e Alauzai;[113] ou maliquitas, hanafitas e chafeítas.[114]
- Crucificar o culpado vivo e poupar sua vida se ele sobreviver por três dias, prescrito pelos xiitas.[112]

A maior parte dos juristas clássicos limitam o período da crucificação em três dias. A crucificação engloba a asfixia ou empalamento do corpo a uma tora ou tronco de árvore. Diversas opiniões de minorias também preveem a crucificação como punição por vários outros crimes. Casos de crucificação referentes à maioria das prescrições legais foram registrados na história do Islã, e exposição prolongada dos corpos crucificados era especialmente comum para oponentes religiosos e políticos.

### Japão

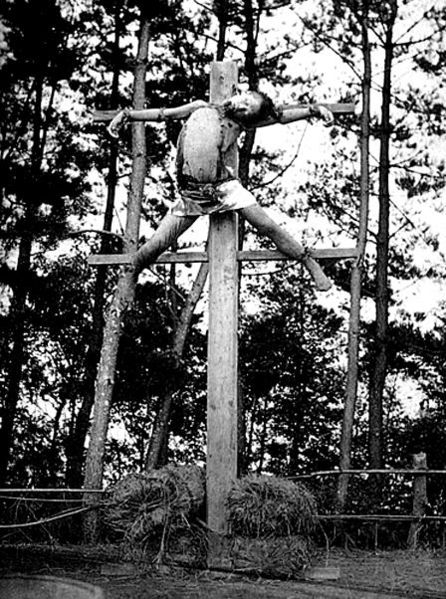
Crucificação antiga na Era Meiji (c. 1865–1868), Yokohama, Japão. Um servo de 25 anos, Sokichi, foi executado por crucificação por assassinar o filho de seu empregador durante um roubo. Ele foi asfixiado amarrado, ao invés de pregado, a uma estaca com duas vigas cruzadas.

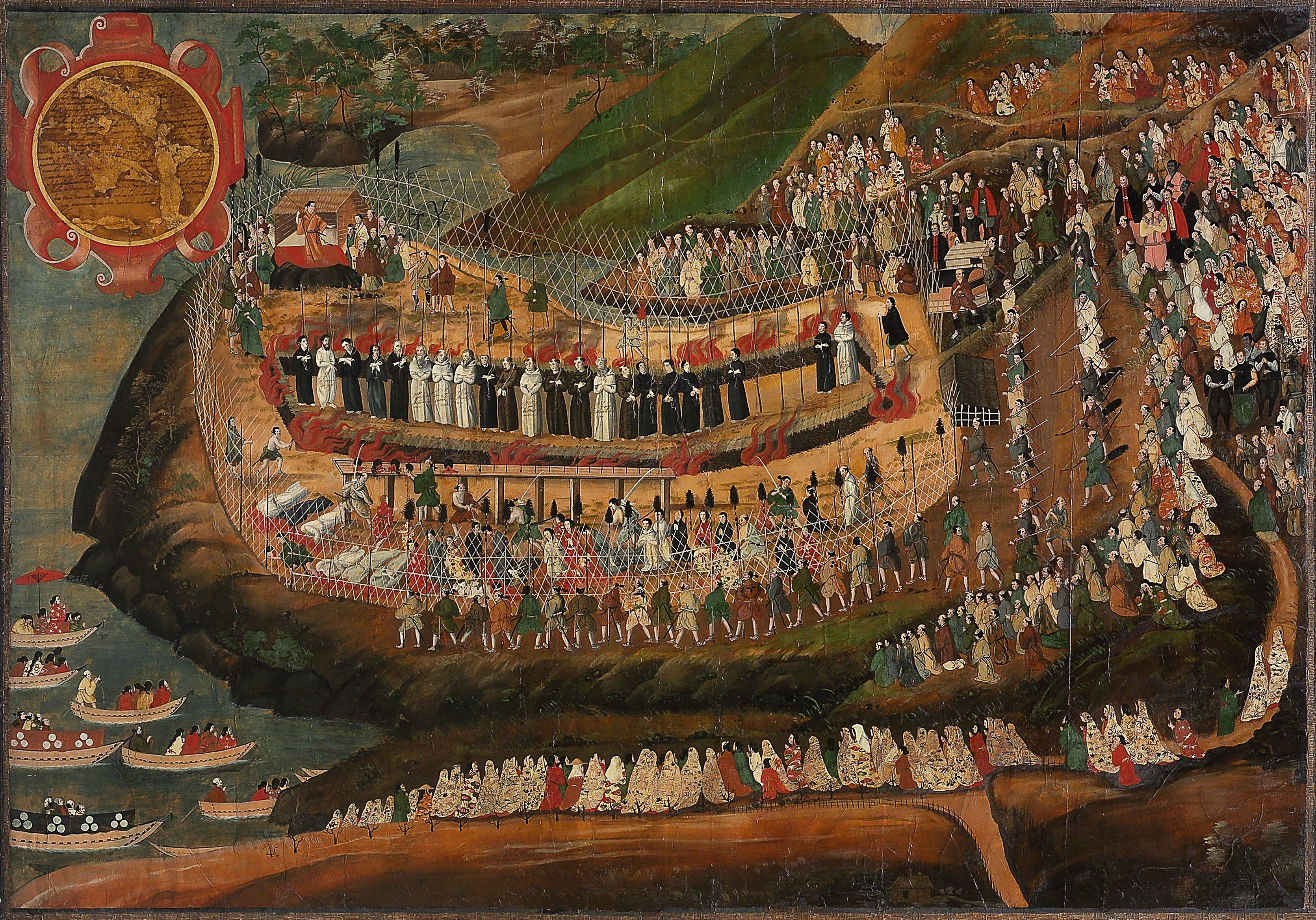
Os Vinte e Seis Mártires do Japão.

A crucificação foi introduzida no Japão durante o Período Sengoku (1467–1573), após uma era de 350 anos sem pena de morte. Acredita-se que tenha sido sugerida aos japoneses pela introdução do Cristianismo na região, embora métodos similares de punição tenham sido usados anteriormente na Período Kamakura. Conhecido em japonês como haritsuke (磔), a crucificação era usada no Japão antes e durante o Xogunato Tokugawa. Diversas técnicas relacionadas à crucificação eram utilizadas. Petra Schmidt, em "Capital Punishment in Japan", escreveu:
Execução por crucificação incluía, antes de tudo, hikimawashi (i.e, desfile em um cavalo pela cidade); então o miserável era amarrado a uma cruz feita de uma estaca vertical e duas vigas horizontais. A cruz era erguida, o condenado perfurado por lanças várias vezes pelos dois lados e inevitavelmente morto com um golpe final na garganta. O corpo era deixado na cruz por três dias. Se um condenado à crucificação morresse na prisão, seu corpo era preservado e a punição realizada no corpo morto. Com Toyotomi Hideyoshi, um dos grandes unificadores do século XVI, a crucificação invertida (i.e, sakasaharitsuke) era frequentemente utilizada. A crucificação na água (mizuharitsuke) era reservada principalmente a cristãos: uma cruz era erguida na maré baixa; quando a maré subia, o condenado era submergido na água até a cabeça, prolongando a morte por muitos dias
Em 1597 vinte e seis mártires cristãos foram pregados em cruzes em Nagasaki, Japão. Entre os executados estavam Santo Paulo Miki, Filipe de Jesus e Pedro Bautista, um espanhol Franciscano que trabalhara em torno de dez anos nas Filipinas. As execuções marcaram o início de uma longa história perseguição ao cristianismo no Japão, que continuou até sua descriminalização em 1871.
A crucificação foi usada como forma de punição de prisioneiros durante a Segunda Guerra Mundial. Ringer Edwards, um australiano prisioneiro de guerra, foi crucificado por matar gado, junto com outros dois. Ele sobreviveu 63 horas antes de ser baixado.

### Myanmar
Em Myanmar, a crucificação era um elemento central em diversos rituais de execução. Felix Carey, um missionário em Myanmar de 1806 a 1812, escreveu:
Quatro ou cinco pessoas, após serem terem as mãos e pés pregados em uma cruz, tiveram primeiro suas línguas cortadas; em seguida suas bocas foram cortadas de orelha a orelha, suas orelhas cortadas e finalmente o abdome rasgado.

Seis pessoas foram crucificadas da seguinte maneira: suas mãos e pés pregados em uma cruz; então seus olhos foram arrancados com um gancho sem corte; e dessa maneira foram deixados para morrer; dois morreram no período de quatro dias; os demais foram soltos, mas morreram gangrenados no sexto ou sétimo dia.

Quatro pessoas foram crucificadas, não pregadas mas com as mãos e pés amarrados bem esticados, em postura ereta. Nesta posição eles ficaram até a morte; tudo o que eles desejavam comer era pedido como uma forma de prolongar suas vidas e miséria. Em casos como este, as pernas e pés dos criminosos começavam a inchar ao final de três ou quatro dias; dizem que alguns viveram neste estado por uma quinzena, e morreram por fim de fatiga e necrose. Aqueles que eu vi, morreram ao final de três ou quatro dias.

### Europa

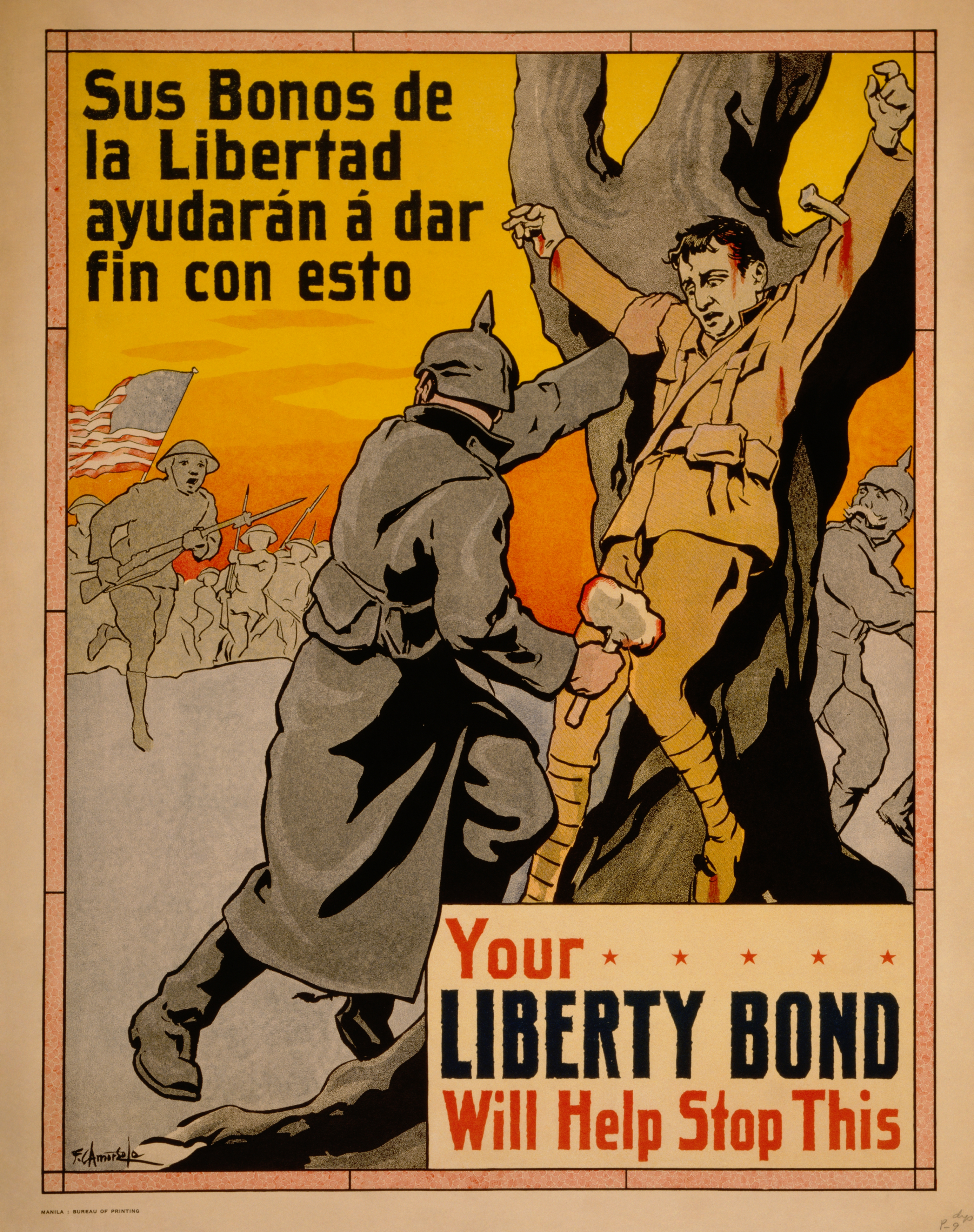
Cartaz mostrando um soldado alemão pregando um homem a uma árvore, quando soldados americanos vêm em seu resgate.Publicado em Manila pelo Bureau of Printing (1917).

Durante a Primeira Guerra Mundial, havia rumores constantes de que soldados alemãs crucificaram um soldado canadense em uma árvore ou na porta de um estábulo com baionetas ou facas de combate. O ocorrido foi reportado inicialmente em 1915 pelo soldado George Barrie da 1ª Divisão Canadense. Duas investigações, uma pós-guerra oficial e a outra independente pela Canadian Broadcasting Corporation, concluíram que não havia evidência para comprovar a história. Não obstante, o produtor britânico de documentários Iain Overton em 2001 publicou uma artigo alegando que a história era verdadeira, identificando o soldado como Harry Band. O artigo de Overton foi base para um episódio do documentário Secret History no Channel 4.
Há registros de que a crucificação foi usada diversas vezes contra a população civil alemã da Prússia Oriental quando foi ocupada pelas forças soviéticas ao final da Segunda Guerra Mundial.

## Mundo Contemporâneo

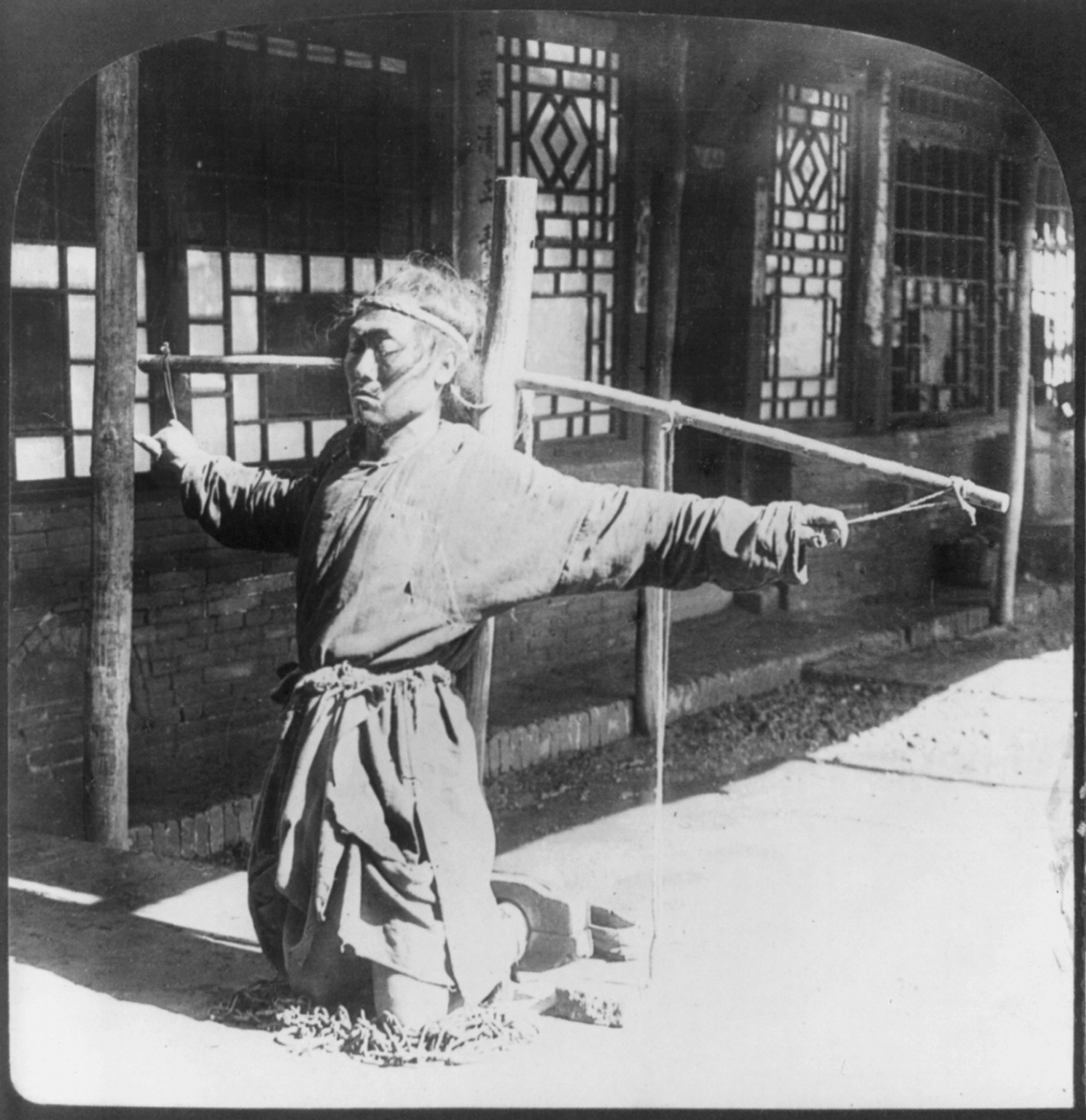
Prisioneiro acorrentado ajoelhando, polegares apoiando os braços, impressão fotográfica em cartão estereoscópio, Mukden, China (c. 1906)

A crucificação ainda é utilizada como um raro método de execução em alguns países. A punição por crucificação (șalb) imposta pela lei islâmica é amplamente interpretada como uma exposição do corpo após a execução, crucificação seguida de apunhalada no peito ou crucificação por três dias, sendo que passados três dias sem morrer, a pena é comutada.

### Execução Legal
Diversas pessoas foram executadas por crucificação na Arábia Saudita nos anos 2000s, embora na ocasião eles tenham sido primeiro decapitados e depois crucificados. Mais recentemente, em março de 2013, um ladrão foi condenado à crucificação por três dias. Contudo, o método foi outro.
Ali Mohammed Baqir al-Nimr foi preso em 2012 quando tinha 17 anos por fazer parte dos protestos de antigoverno na Arábia Saudita durante a Primavera Árabe. Em maio de 2014, foi sentenciado a ser publicamente decapitado e então crucificado.
Teoricamente, crucificação é ainda uma das punições Hadd no Irã.
Se uma pessoa crucificada sobreviver após três dias de crucificação, aquela pessoa tem a pena suspensa e pode viver. Execução por enforcamento é descrita da seguinte forma: "Em execução por enforcamento, o prisioneiro será pendurado em uma forca que deve ser similar a uma cruz, com suas costas contra a cruz, e o rosto voltado na direção de Meca [na Arábia Saudita], e com as pernas em posição vertical longe do chão." O Código Penal do Sudão, baseado na interpretação do governo da Xaria, inclui execução seguida de crucificação como pena. Quando, em 2002, 88 pessoas foram sentenciadas à morte por crimes relacionados a assassinato, roubo armado e conflito entre etnias, a Anistia Internacional escreveu que eles poderiam ser executados por enforcamento ou por crucificação.
A crucificação é uma punição legal nos Emirados Árabes Unidos.

### Jihadismo
Em 5 de fevereiro de 2015, o Comitê dos Direitos das Crianças das Nações Unidas relatou que o Estado Islâmico do Iraque e do Levante haviam cometido "diversos casos de execução em massa de garotos, como também informação de decapitações, crucificação de crianças e sepultamento de crianças vivas.".
Em 30 de abril de 2014, extremistas islâmicos conduziram um total de sete execuções públicas em Raqqa, no norte da Síria. As imagens, originalmente postadas no Twitter por um estudante de Oxford, foram compartilhados por uma conta do Twitter de um conhecido membro do ISIS fazendo com que as grandes mídias incorretamente atribuíssem as crucificações ao grupo. Na maior parte dos casos de "crucificação" as vítimas são baleadas primeiro e então seus corpos são expostos, mas também houve relatos de "crucificação" antes do fuzilamento e decapitação, como também um caso no qual um homem teria sido "crucificado vivo por oito horas" sem confirmação de sua morte.

### Outros incidentes terroristas
O grupo de direitos humanos Karen Women Organization documentou o caso de forças do Tatmadaw crucificando diversos camponeses Karen em 2000 no Distrito de Dooplaya no estado de Kayin em Myanmar.
Em 22 de Janeiro de 2014, um ativista antigoverno e membro do AutoMaidan foi sequestrado por um grupo desconhecido e torturado por uma semana. Seus captores o mantiveram no escuro, cortaram um pedaço de sua orelha e o pregaram em uma cruz. Seus captores finalmente o deixaram ao lado de uma floresta de Kiev após forçá-lo a confessar que era um espião americano e ter aceitado dinheiro da Embaixada dos Estados Unidos na Ucrânia para organizar protestos contra o então presidente Viktor Yanukovych.
Em 2015, um vídeo surgiu retratando membros do Batalhão de Azov, um regimento oficial das Forças Armadas da Ucrânia, supostamente crucificando um rebelde separatista da Nova Rússia e queimando-o vivo. Então declararam que "todos os separatistas, traidores da Ucrânia e milicianos [sic] serão tratados da mesma forma". O Batalhão de Azov é associado com neonazismo e usam símbolos associados à SS como o wolfsangel e sol negro. Eles supostamente enviaram o vídeo para a organização hackativista CyberBerkut, que respondeu ameaçando não fazer prisioneiros do Exército Ucraniano ou milicianos a partir de então. A autenticidade do vídeo não foi confirmada.

## Nas Artes

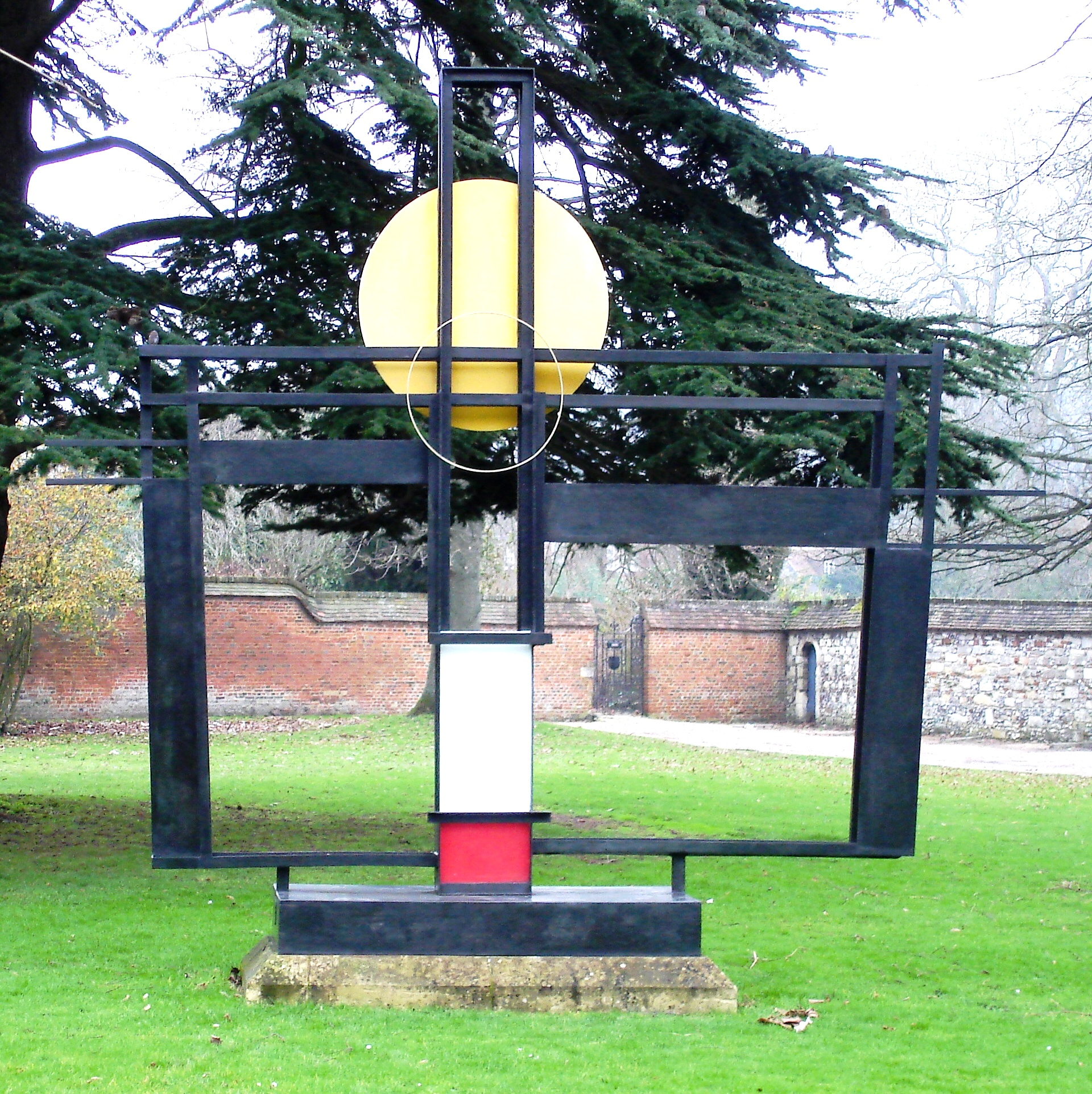
Escultura: Crucificação, homenagem a Mondrian, por Barbara Hepworth, Reino Unido (2007)
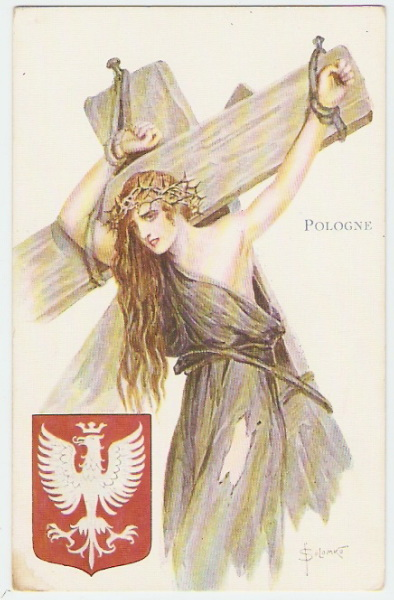
Alegoria na Polônia (1914-1918), cartão postal por Sergey Solomko
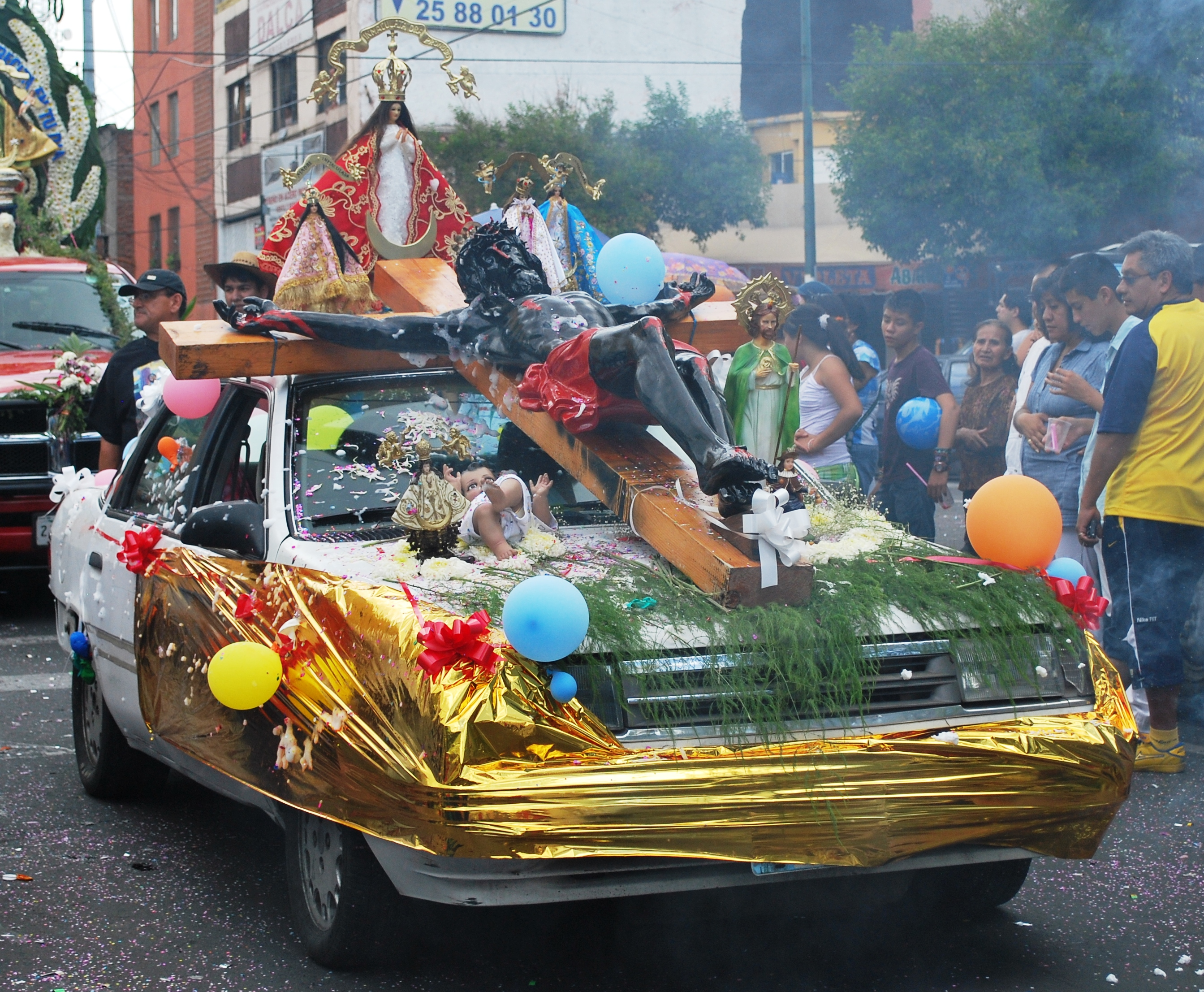
Carro flutuante na festa da Virgem de San Juan dos Lagos, Colonia Doctores, Cidade do México (2011)
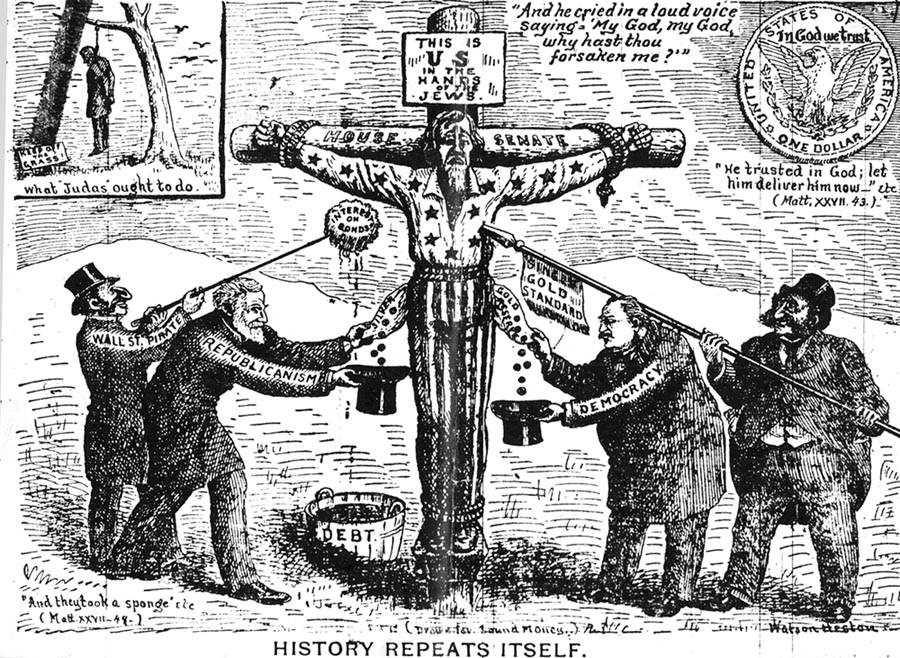
Charge política antissemita americana, Sound Money revista, edição de 15 de Abril de 1896
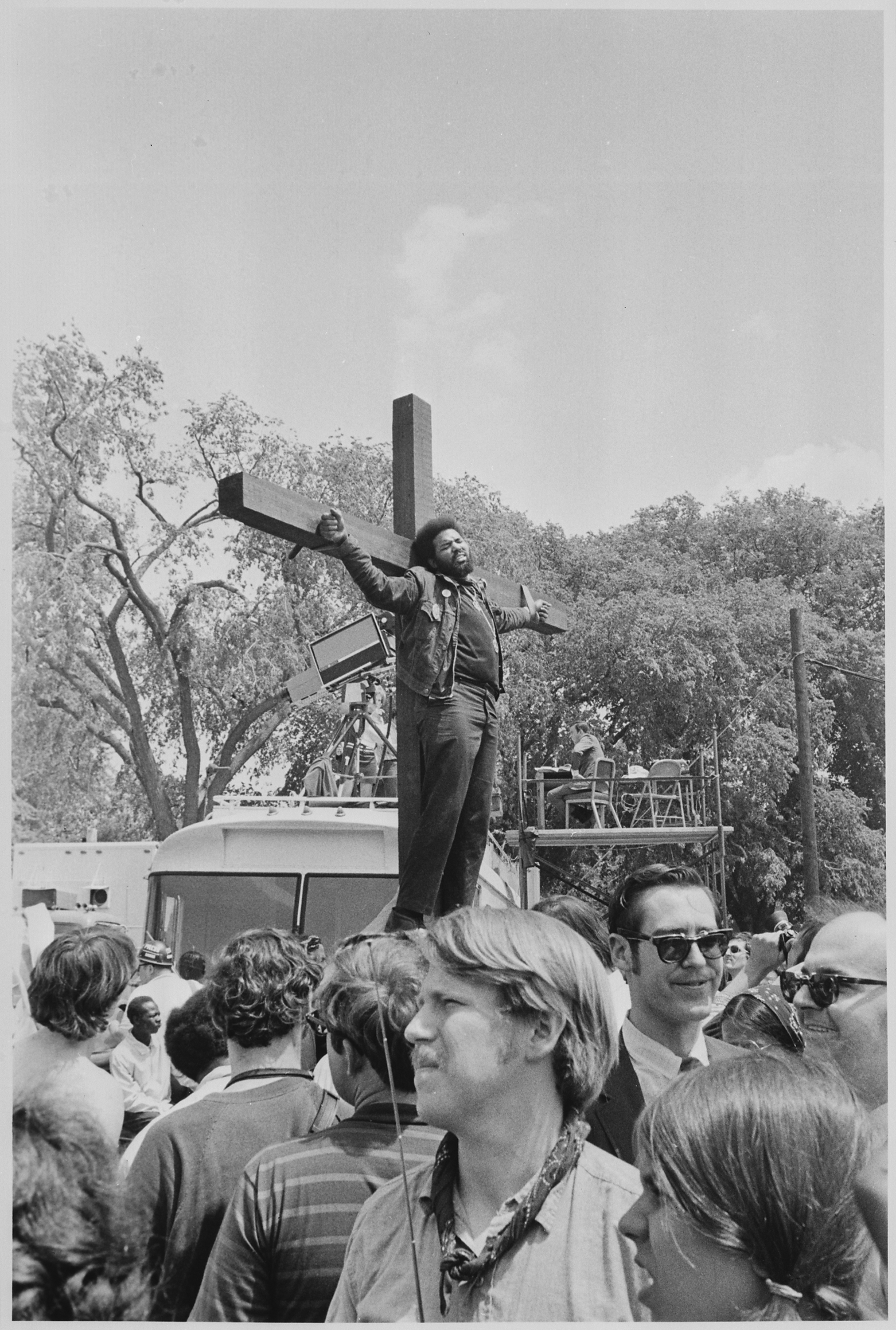
Manifestante amarrado a uma cruz em Washington D.C. (1970)

## Como devoção

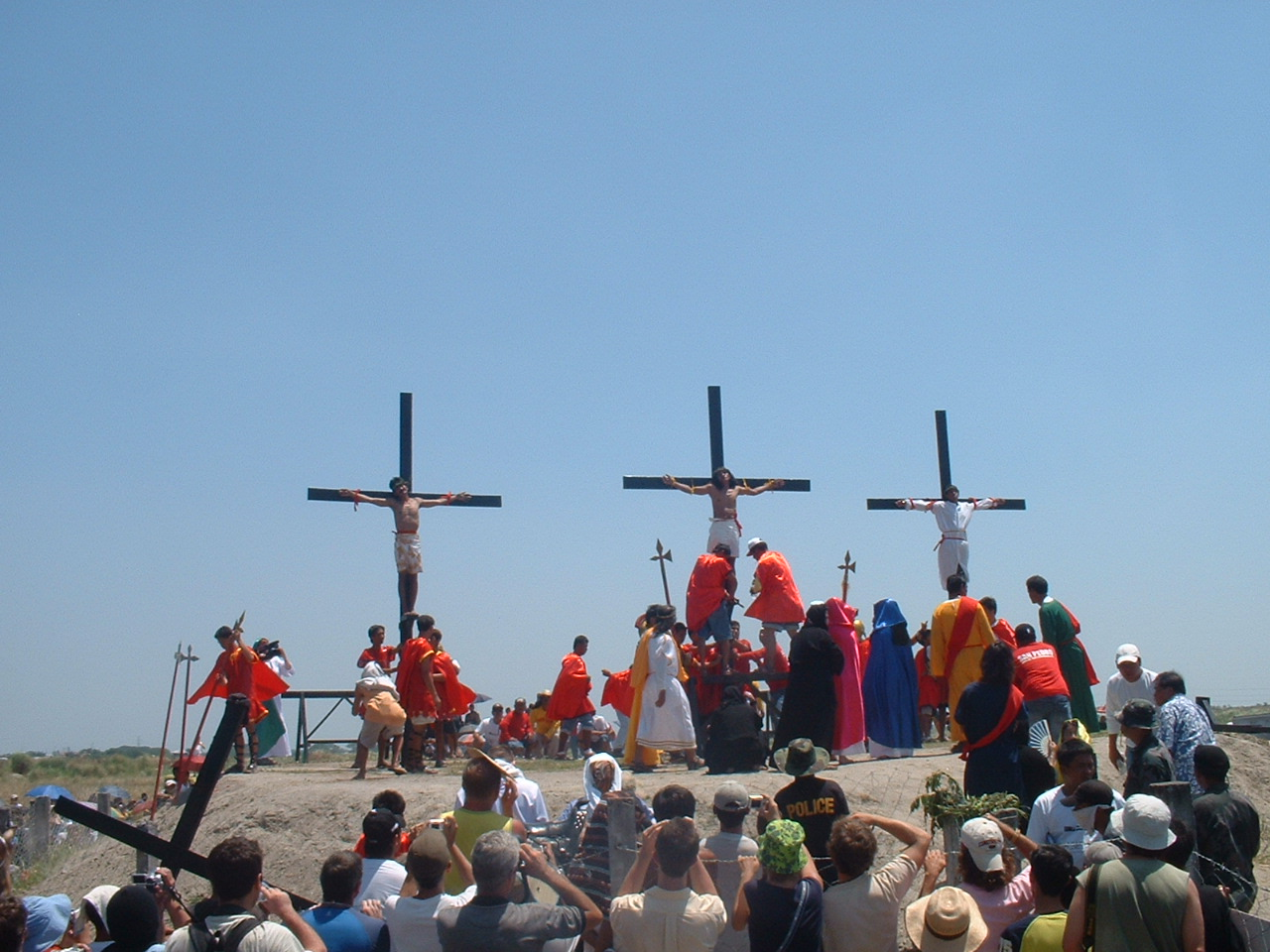
Crucificação devocional em San Fernando, Pampanga, Filipinas, Páscoa 2006

A Igreja Católica desaprova a autocrucificação como uma forma de devoção: "Práticas penitenciais que levam a autocrucificação com pregos não são incentivadas." Não obstante, a prática não é rara.
Nas Filipinas, alguns católicos são voluntariamente, de forma não letal, crucificados por um certo tempo na Sexta-feira Santa para replicar os sofrimentos de Cristo. Pregos esterilizados são inseridos pela palma da mão entre os ossos, além de haver um apoio no qual os pés são pregados. Rolando del Campo, um carpinteiro em Pampanga, prometeu ser crucificado toda Sexta-feira Santa por 15 anos se Deus ajudasse sua mulher em um parto complicado, enquanto que em San Pedro Cutud, Ruben Enaje foi crucificado 27 vezes. A Igreja nas Filipinas repetidamente interveio reprovando as crucificações bem como a autoflagelação, enquanto o governo alega que não pode impedir os devotos. O Ministério da Saúde das Filipinas insiste que os participantes do rito devam se vacinar contra tétano e que os pregos utilizados devem ser esterilizados.
Em outros casos, a crucificação é simplesmente simulada como uma peça da Paixão, como na cerimônia de encenação que é realizada anualmente na cidade de Iztapalapa, na periferia da Cidade do México, desde 1833, e na mais famosa Encenação da Paixão de Oberammergau. Além disso, desde meados do século XIX, um grupo de flagelantes no Novo México, chamados Hermanos de Luz ("Irmãos da Luz"), tem conduzido anualmente uma encenação da crucificação de Cristo durante a Semana Santa, na qual um penitente é amarrado (mas não pregado) a uma cruz.

## Crucificações famosas
- A revolta dos escravos da Terceira Guerra Servil: Entre 73 e 71A EC. um grupo de escravos, por fim chegando a cerca de 120.000, sob o comando (pelo menos parcial) de Espártaco se revoltou contra a República Romana. A revolta por fim acabou esmagada e, enquanto o próprio Espártaco provavelmente tenha morrido na batalha final da insurgência, aproximadamente 6.000 de seus seguidores foram crucificados ao logo de 200 km da Via Ápia entre Cápua e Roma como um aviso a possíveis insurgentes.
- Jesus de Nazaré: sua morte por crucificação por ordem de Pôncio Pilatos (por volta de 30 ou 33), descrita nos quatro Evangelhos do século I, é referenciada repetidamente como algo bem sabido nas primeiras cartas de São Paulo. Pilatos era o governador da Judeia à época, e ele é explicitamente associado à condenação de Jesus não somente pelos Evangelhos mas também por Tácito.[154] A acusação era de que Jesus era o Rei dos Judeus.
- São Pedro: Apóstolo cristão, que de acordo com a tradição foi crucificado de cabeça para baixo por seu pedido (por isso a Cruz de São Pedro), uma vez que ele não se sentia digno de morrer da mesma maneira que Jesus.
- Santo André: Apóstolo cristão e irmão de São Pedro, que é tradicionalmente dito ter sido crucificado em uma cruz em forma de X (por isso a Cruz de Santo André).
- Simeão de Jerusalém: de acordo com o Bispo de Jerusalém, crucificado em 106 ou 107 EC.
- Manes: o fundador do Maniqueísmo, foi descrito por seguidores como sendo morto por crucificação em 274 EC.
- Santo Hugo de Lincoln: uma garoto inglês cujo desaparecimento em 1255 desencadeou um libelo de sangue contra judeus locais. Um homem judeu foi torturado até ele confessar ter matado a criança. A história de Santo Hugo se tornou bem conhecida nas baladas poéticas medievais.
- Eulália de Barcelona: foi venerada como santa. De acordo com sua hagiografia, ela foi despida, torturada e finalmente crucificada em uma cruz em formato de X.[155]
- Vilgeforte: foi venerada como uma santa e representada como uma mulher crucificada, contudo sua lenda vem da interpretação incorreta de um crucifixo coberto conhecida como Santa Face de Lucca.